# Каплиця РКЦ (Млиниська)
Каплиця РКЦ в Млиниськах — колишня римсько-католицька каплиця в селі Млиниськах Теребовлянської громади Тернопільської области України. Пам'ятка архітектури місцевого значення.

## Відомості
- 1877 — офірою місцевої власниці Пауліни Лоль споруджено дерев'яну каплицю.
- 1912 — на місці колишньої дерев'яної святині за кошти Дунін-Борковських збудовано муровану римсько-католицьку каплицю.
- 1925 — парафія увійшла до складу с. Кобиловолок.

У радянський період використовувалася як поштове відділення, а згодом — склад. Нині перебуває у стані руїни. Частково збереглися вітражі Пресвятого Серця Ісуса, Серця Матері Божої та Розп'яття.